# Lang’s
Lang’s – szkocka whisky mieszana, rozlewana przez Ian Macleod Distillers Ltd. Po raz pierwszy wyprodukowana w roku 1861 przez Alexandra i Gavina Lang.
Dwa główne produkty tej marki to Langs Supreme i Langs Select 12 YO. Lang’s Supreme Blended Scotch Whisky zawiera prawie 40 procent słodu (głównie Glengoyne).